# 瓦尔斯托夫
瓦尔斯托夫是德国石勒苏益格-荷尔斯泰因州的一个市镇。总面积14.83平方公里，总人口500人，其中男性238人，女性262人（2011年12月31日），人口密度34人/平方公里。